# Acanthocera distincta
Acanthocera distincta är en tvåvingeart som beskrevs av Julio Augusto Henriques och José Albertino Rafael 1995. Acanthocera distincta ingår i släktet Acanthocera och familjen bromsar. Inga underarter finns listade i Catalogue of Life.